# Santiniketan
Santiniketan est une ville du district de Birbhum dans l'État du Bengale-Occidental en Inde. Elle fut fondée en 1901 par Rabindranath Tagore, poète bengali de renom et Prix Nobel de littérature de 1913. 

## Géographie
Santiniketan est située à 180 kilomètres au nord-ouest de Calcutta.

## Histoire

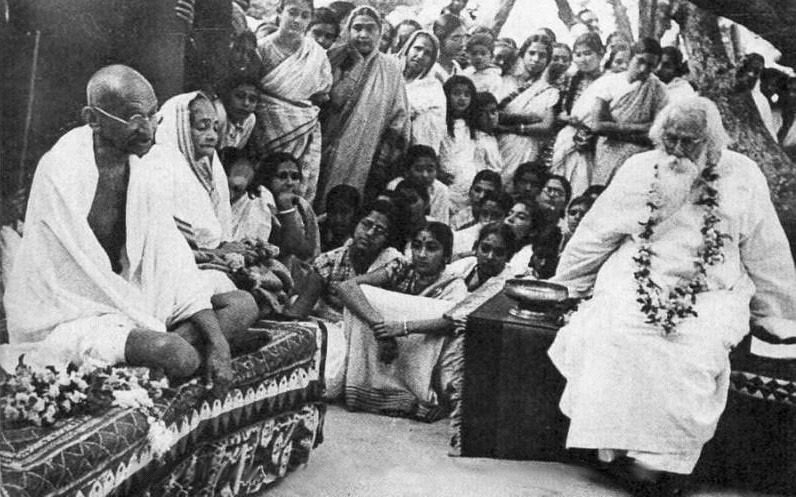
Le Mahatma Gandhi reçu à Shantiniketan par Tagore, en 1940.

Le poète Rabîndranâth Tagore établit en 1901 une école de plein air, dont la pédagogie - naturelle et montessorienne - s'écarte notablement des méthodes de l'époque. Il l'appelle Demeure de la paix (Shanti-niketan). 
Au fil des années, l'école se développe en une université l'université Visva-Bharati qui attire également de nombreux intellectuels et artistes, Bengalis et Santals. Encore aujourd'hui Shantiniketan ressemble plutôt à un vaste campus, où les activités académiques et artistiques, autant que possible en plein air, donnent libre cours à un rythme détendu et paisible. 
L'administration civile et les commerces se trouvent dans la ville voisine de Bolpur, où se trouve également la gare de chemin de fer.
Le 17 septembre 2023 lors de la 45e session du Comité du patrimoine mondial qui s'est tenue à Riyad, une partie du site de Santiniketan est inscrite au patrimoine mondial de l'UNESCO,.

## Art
Âgé de soixante-trois ans, Rabindranath Tagore se remet au dessin et à la peinture. Cette entrée tardive en peinture s'explique par l'admiration qu'il vouait à l'œuvre picturale de son neveu, le peintre Abanindranath Tagore. Rabindranath Tagore cherchait à s'évader d'un environnement social et politique sur lequel il ne semblait plus avoir grande influence. Longtemps, il se limita à employer son œil artistique pour sa propre calligraphie, embellissant les gribouillis, les rayures et la disposition des mots de ses manuscrits avec de simples leitmotivs artistiques, dont des motifs purement rythmiques. Quand il se résolut à prendre les pinceaux, il fut, comme pour ses autres disciplines, très prolifique.

## Lieux et monuments
- Maison de Tagore
- Université Visva-Bharati

## Personnalités liées à la ville
- Debendranath Tagore
- Rabindranath Tagore
- Amartya Sen
- Mukul Dey
- Aung Soe, qui y passa une année en 1951.